# گیرچان (بخش مرکزی خرم‌آباد)
گیرچان روستایی از توابع بخش مرکزی شهرستان خرم‌آباد در استان لرستان ایران است.

## جمعیت
این روستا در دهستان ده پیر جنوبی قرار دارد و براساس سرشماری مرکز آمار ایران در سال ۱۳۸۵، جمعیت آن ۲۶۷ نفر (۶۶ خانوار) بوده‌است.که بنا بر آمار دهیاری این روستا در سال ۱۴۰۲ به بيش ۱۵۵ خانوار با جمعیت حدود ۶۵۰ نفر رسیده است 